# Antoine Vermette
Antoine Vermette (* 20. března 1982, Saint-Agapit, Québec, Kanada) je bývalý kanadský hokejista, držitel Stanley Cupu ze sezony 2014/2015 s týmem Chicago Blackhawks.
Dříve hrál za Columbus Blue Jackets, Ottawu Senators, Binghamton Senators-AHL, Quebec City Selectes-Qahay, Quebec Remparts-QMJHL, Levis-Lauzon College a Victoriaville Tigers-QMJHL. Reprezentoval Kanadu na Mistrovství světa v ledním hokeji 2011. Byl draftován v roce 2000 na 55. místě. Hokejku drží na levou stranu. V NHL odehrál 589 zápasů v nichž si připsal 312 bodů za 139 gólů a 173 asistencí. V Columbusu nosil na dresu číslo 50. V poslední únorový den před uzávěrkou přestupů v roce 2014 přešel z Arizony do Chicago Blackhawks, ihned po sezóně se však vrátil do Arizony. Později přešel na dvě sezóny do týmu Anaheim Ducks.
Sportovní kariéru ukončil v roce 2018.

## Ocenění
- 2000 QMJHL Michael Bossy Trophy
- 2003 AHL All-Rookie Team

## Klubové statistiky
| Sezona     | Klub                  | Soutěž     | Základní část | Základní část | Základní část | Základní část | Základní část | Play off | Play off | Play off | Play off | Play off |
| Sezona     | Klub                  | Soutěž     | Z             | G             | A             | B             | TM            | Z        | G        | A        | B        | TM       |
| ---------- | --------------------- | ---------- | ------------- | ------------- | ------------- | ------------- | ------------- | -------- | -------- | -------- | -------- | -------- |
| 1998/1999  | Quebec Remparts       | QMJHL      | 57            | 9             | 17            | 26            | 32            | 13       | 0        | 0        | 0        | 2        |
| 1999/2000  | Victoriaville Tigres  | QMJHL      | 71            | 30            | 41            | 71            | 87            | 6        | 0        | 1        | 1        | 6        |
| 2000/2001  | Victoriaville Tigres  | QMJHL      | 71            | 57            | 62            | 119           | 102           | 9        | 4        | 6        | 10       | 14       |
| 2001/2002  | Victoriaville Tigres  | QMJHL      | 4             | 0             | 2             | 2             | 6             | 22       | 10       | 16       | 26       | 10       |
| 2002/2003  | Binghamton Senators   | AHL        | 74            | 18            | 20            | 38            | 54            | 18       | 2        | 2        | 4        | 16       |
| 2003/2004  | Ottawa Senators       | NHL        | 57            | 7             | 7             | 14            | 16            | 4        | 0        | 1        | 1        | 4        |
| 2003/2004  | Binghamton Senators   | AHL        | 3             | 0             | 0             | 0             | 6             | —        | —        | —        | —        | —        |
| 2004/2005  | Binghamton Senators   | AHL        | 78            | 28            | 45            | 73            | 36            | 6        | 1        | 4        | 5        | 10       |
| 2005/2006  | Ottawa Senators       | NHL        | 82            | 21            | 12            | 33            | 44            | 10       | 2        | 0        | 2        | 4        |
| 2006/2007  | Ottawa Senators       | NHL        | 77            | 19            | 20            | 39            | 52            | 20       | 2        | 3        | 5        | 6        |
| 2007/2008  | Ottawa Senators       | NHL        | 81            | 24            | 29            | 53            | 51            | 4        | 0        | 0        | 0        | 4        |
| 2008/2009  | Ottawa Senators       | NHL        | 62            | 9             | 19            | 28            | 42            | —        | —        | —        | —        | —        |
| 2008/2009  | Columbus Blue Jackets | NHL        | 17            | 7             | 6             | 13            | 8             | 4        | 0        | 0        | 0        | 10       |
| 2009/2010  | Columbus Blue Jackets | NHL        | 82            | 27            | 38            | 65            | 32            | —        | —        | —        | —        | —        |
| 2010/2011  | Columbus Blue Jackets | NHL        | 82            | 19            | 28            | 47            | 60            | —        | —        | —        | —        | —        |
| 2011/2012  | Columbus Blue Jackets | NHL        | 60            | 8             | 19            | 27            | 12            | —        | —        | —        | —        | —        |
| 2011/2012  | Phoenix Coyotes       | NHL        | 22            | 3             | 7             | 10            | 16            | 16       | 5        | 5        | 10       | 24       |
| 2012/2013  | Phoenix Coyotes       | NHL        | 48            | 13            | 8             | 21            | 36            | —        | —        | —        | —        | —        |
| 2013/2014  | Phoenix Coyotes       | NHL        | 82            | 24            | 21            | 45            | 44            | —        | —        | —        | —        | —        |
| 2014/2015  | Arizona Coyotes       | NHL        | 63            | 13            | 22            | 35            | 34            | —        | —        | —        | —        | —        |
| 2014/2015  | Chicago Blackhawks    | NHL        | 19            | 0             | 3             | 3             | 6             | 20       | 4        | 3        | 7        | 4        |
| 2015/2016  | Arizona Coyotes       | NHL        | 76            | 17            | 21            | 38            | 93            | —        | —        | —        | —        | —        |
| 2016/2017  | Anaheim Ducks         | NHL        | 72            | 9             | 19            | 28            | 42            | 17       | 1        | 2        | 3        | 2        |
| 2017/2018  | Anaheim Ducks         | NHL        | 64            | 8             | 8             | 16            | 34            | 2        | 0        | 0        | 0        | 0        |
| NHL celkem | NHL celkem            | NHL celkem | 1046          | 228           | 287           | 515           | 622           | 97       | 14       | 14       | 28       | 58       |

### Reprezentační statistiky
| 2011   | Kanada | MS     | 4 | 0 | 0 | 0 | 0 |
| Celkem | Celkem | Celkem | 4 | 0 | 0 | 0 | 0 |